# Hinteregger Grat
Der Hinteregger Grat ist eine Gebirgsgruppe und Bergkette im österreichischen Bundesland Vorarlberg. In der internationalen vereinheitlichten orographischen Einteilung der Alpen (SOIUSA) ist er eine von 13 Untergruppen des Bregenzerwaldgebirges.

## Einordnung
| Einordnung nach SOIUSA | Einordnung nach SOIUSA | Einordnung nach SOIUSA         |
| ---------------------- | ---------------------- | ------------------------------ |
| Teil                   | II                     | Ostalpen                       |
| Sektor                 | II/B                   | Nördliche Ostalpen             |
| Abschnitt              | 22                     | Bayerische Alpen               |
| Sektor                 | 22/A                   | Allgäuer und Bregenzer Alpen   |
| Unterabschnitt         | 22.I                   | Bregenzerwaldgebirge           |
| Obergruppe             | 22.I.B                 | Östliches Bregenzerwaldgebirge |
| Gruppe                 | 22.I.6                 | Winterstaudengruppe            |
| Untergruppe            | 22.I.6.a               | Hinteregger Grat               |

## Lage und Umgrenzung

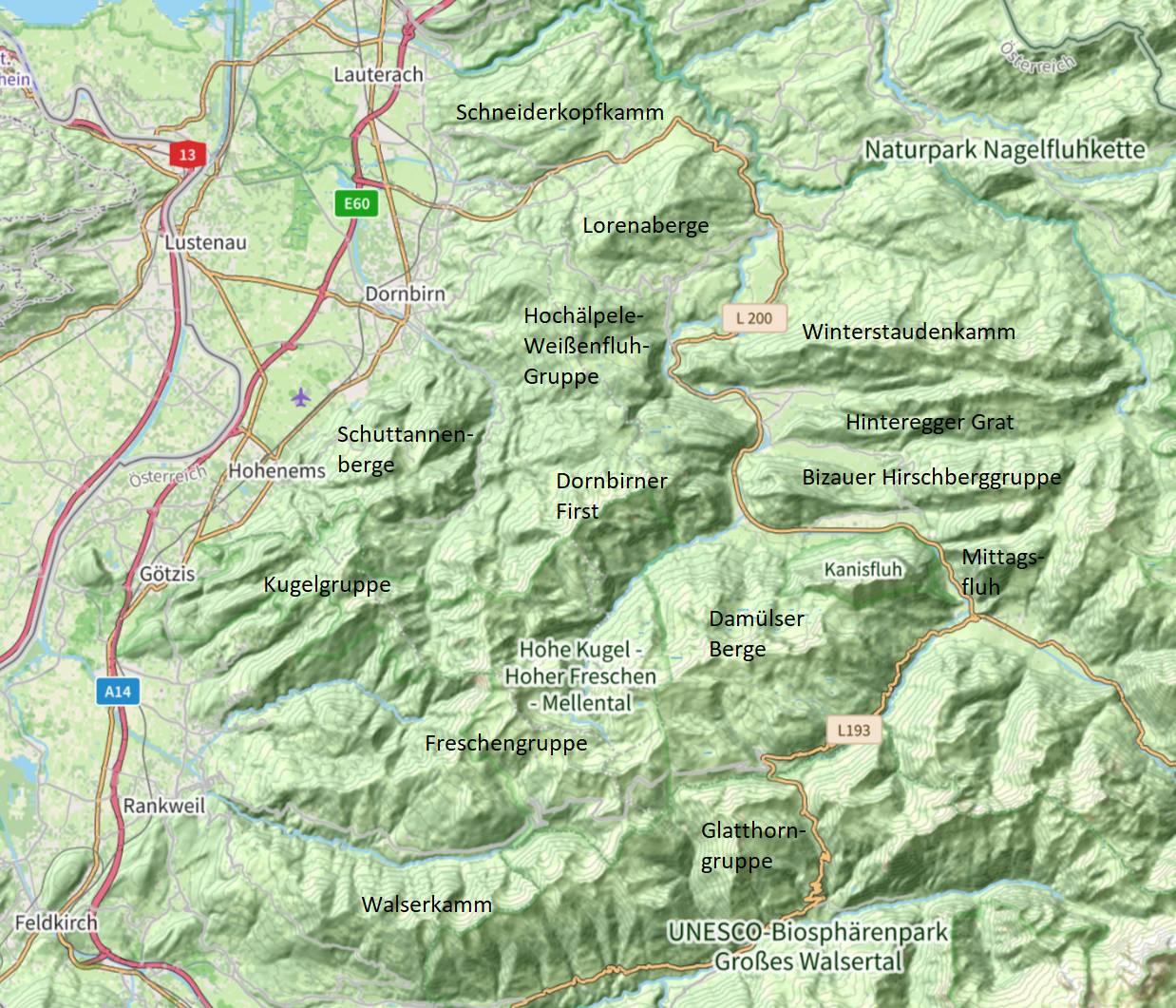
Untergruppen des Bregenzerwaldgebirges

Der Hinteregger Grat liegt im Bregenzerwald rechtsseitig der Bregenzer Ach.
Die Umgrenzung erfolgt von Norden her im Uhrzeigersinn entlang der Linie Schreiberesattel – Engegraben (Gesertobel) – Subersach – Schönenbach – Bizauerbach – Bregenzer Ach – Grebenbach (Grebentobel) – Schreiberesattel. Der Hinteregger Grat ist eine Kette zwischen dem Winterstaudenkamm im Norden und der Bizauer Hirschberggruppe im Süden.
| Lorenaberge                  | Winterstaudenkamm        | Piesenkopfgruppe                |
| Hochälpele-Weißenfluh-Gruppe |                          | Nordwestliche Walsertaler Berge |
| Dornbirner First             | Bizauer Hirschberggruppe |                                 |

## Gipfel

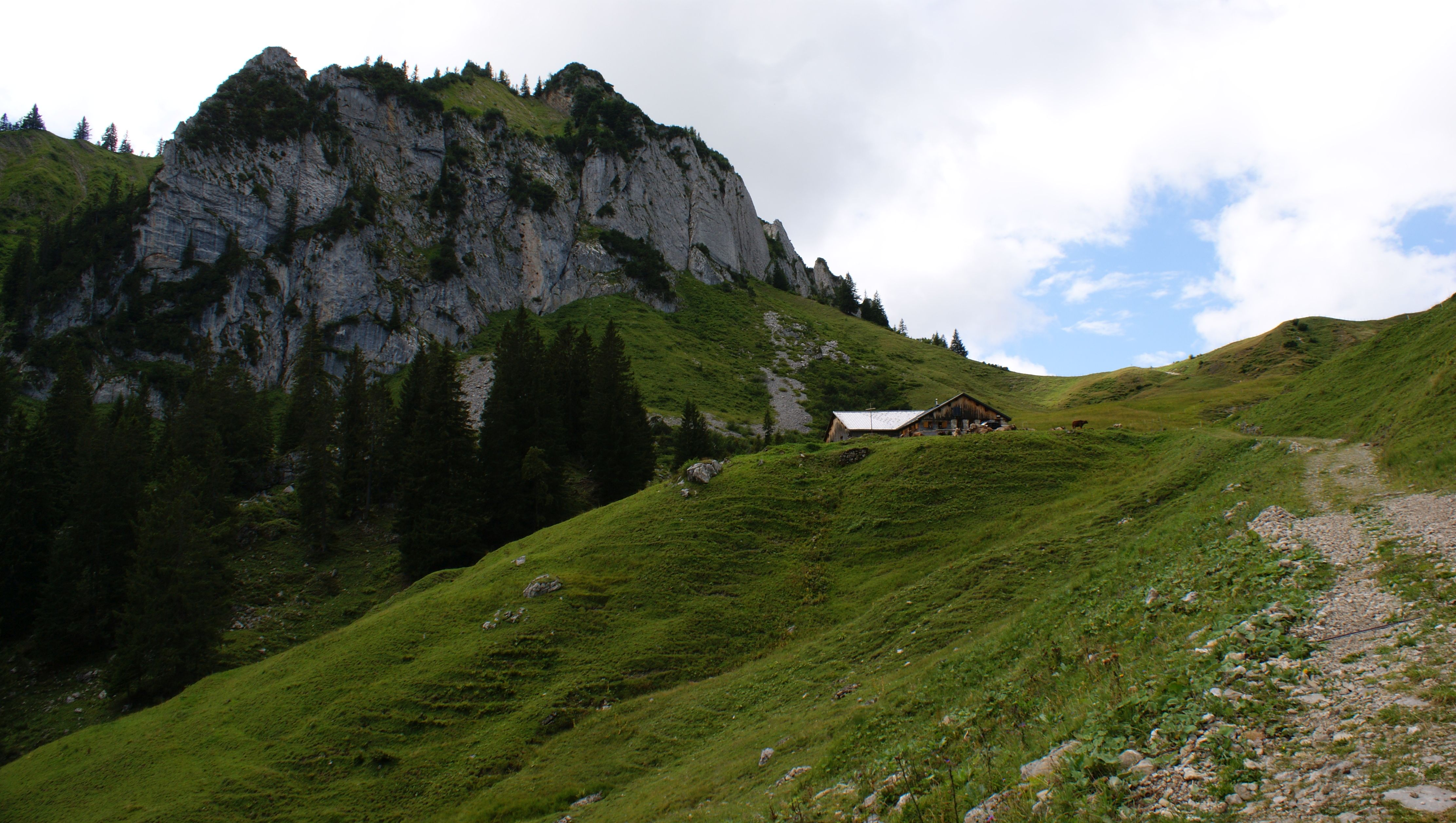
Luguntenkopf, Alpe Gesertobel und Schreiberesattel

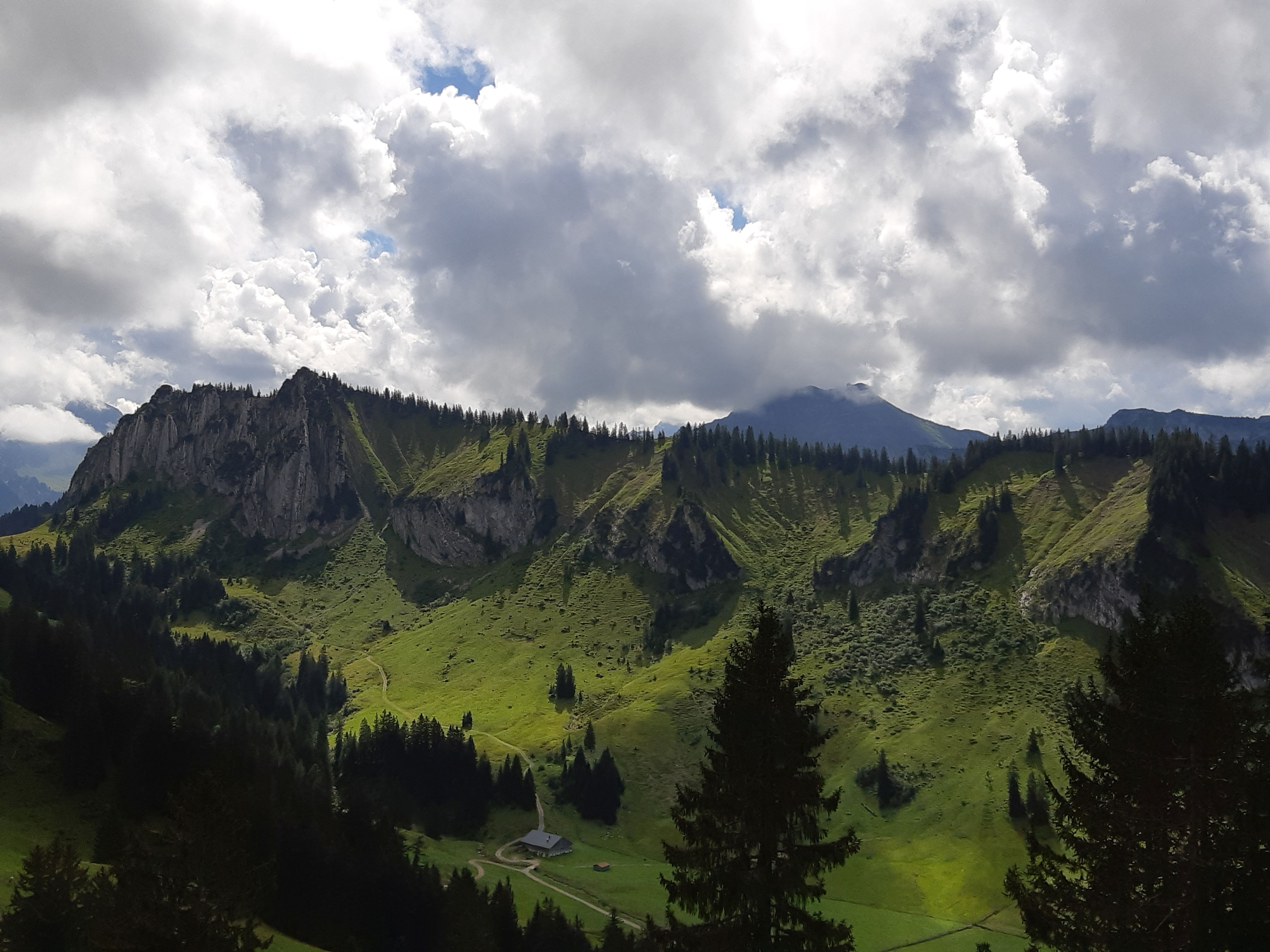
Alpe Schreibere und Hälekopf

Die Bergkette besteht von Westen nach Osten aus folgenden Gipfeln:
| Gipfel       | Höhe   |
| ------------ | ------ |
| Hälekopf     | 1614 m |
| Luguntenkopf | 1702 m |
| Sienspitze   | 1600 m |
| Hengstig     | 1121 m |

## Beschreibung
Der Hinteregger Grat ist eine langgezogene schmale Bergkette. Er ist geprägt von schroffen Felsen, Alpen und Wäldern. Bewohnt sind nur die westlichen Ausläufer. An der Nordwestecke liegt Bezau, an der Südwestecke Reuthe und Bizau.  Vom Hälekopf führen zwei getrennte Ausläufer nach Westen, der Rimsbach trennt die beiden Ausläufer. Der nördliche Ausläufer ist die Fortsetzung des Grates, auf seiner Anhöhe liegt der Weiler Fegg mit Bauernhöfen und Ferienhäusern. Der südliche Ausläufer verläuft parallel von der Seefluhalpe westwärts entlang der Grenze Bezau/Bizau. Die höchste Erhebung ist Am Stein mit 990 m. Westlich davon liegt das Bezauer Känzele, ein langgezogenes Felsband auf der Nordseite mit Blick auf Bezau.
Am Bizauerbach entlang führt eine Straße zum Vorsäß Schönenbach. Von Anfang Juni bis Ende September verkehrt ein Bus viermal täglich zwischen Bezau und Schönenbach (Linie 831). Bis Bizau fährt der Bus werktags 14 mal.
Neben dem Vorsäß Schönenbach gibt es noch weitere Vorsäße und zahlreiche Alpen, die Alpe Schaef, die Alpe Seefluh, Hinteregg Vorderteil, Hinteregg Hinterteil, Kreuzbodenalpe, Untere Hintereggalpe, Obere Hintereggalpe, Obere Auenalpe, Helbockstobelalpe, Gesertobelalpe und Schreiberealpe.
Im Bereich des Hinteregger Grats gibt es keine öffentlichen Straßen, keine Lifte, keine Schigebiete, sondern nur eine Mautstraße, Güterwege und Wanderwege.